# 及部站
及部站（日语：／ Oyobe eki */?）是位於北海道松前郡松前町字上川的北海道旅客鐵道（JR北海道）松前線的鐵路站。在1988年停用。
車站名稱來自阿伊努語的「o-yu-un-pe」（河流下游有溫泉的地方）或「o-i-ot-pe」（下游有很多蛇或熊的河川）。

## 車站構造
- 單式月台1面1線。不可列車交會。
- 無人站

## 車站週邊
- 國道228號
- 松前町立松前小學

## 历史
- 1957年（昭和32年）1月25日 - 開設為日本國有鐵道之車站。客運站。
- 1987年（昭和62年）4月1日 - 因國鐵分割民營化，本站成為北海道旅客鐵道的車站。
- 1988年（昭和63年）2月1日 -  松前線停運，本站也成為廢站。

## 相鄰車站
北海道旅客鐵道
松前線
渡島大澤－及部－松前

## 相關項目
- 日本鐵路車站列表

1. ↑  北海道庁.  (PDF). 北海道庁.   [2017-08-16]. （原始内容 (PDF)存档于2018-05-04）.